# La corsa di Porky
La corsa di Porky (Porky's Road Race) è un film del 1937 diretto da Frank Tashlin. È un cortometraggio d'animazione della serie Looney Tunes, uscito negli Stati Uniti il 7 febbraio 1937.

## Trama
La "corsa di Porky" è una gara automobilistica in cui Porky Pig sfida varie caricature di star di Hollywood: Stanlio e Ollio, Charlie Chaplin, W. C. Fields, Edna May Oliver, Greta Garbo, Charles Laughton, Stepin Fetchit, un trio composto da George Arliss, Leslie Howard e Freddie Bartholomew, John Barrymore ed Elaine Barrie. Il più temibile è però Borax Karoff (parodia di Boris Karloff), un mostruoso scienziato pazzo che guida una potente auto superaccessoriata. Durante la corsa, Karoff mette fuori gioco quasi tutti i suoi avversari gettando sulla pista colla e grasso. Porky però evita fortunosamente le trappole e, dopo aver scambiato il proprio mezzo con quello di Karoff, riesce a vincere la gara. Tuttavia, mentre Porky sta venendo incoronato vincitore, la corona viene rubata da Edna May Oliver che corre su ciò che resta della sua auto.

## Distribuzione

### Edizione italiana
La prima edizione italiana del film fu trasmessa direttamente in televisione negli anni ottanta, in una versione ridisegnata e colorizzata e priva della scena in cui appare la caricatura di Stepin Fetchit. Il doppiaggio fu eseguito dalla Effe Elle Due e diretto da Franco Latini su dialoghi di Maria Pinto. Negli anni 2000, sempre per la trasmissione televisiva, la Time Out Cin.ca ne eseguì un ridoppiaggio diretto da Massimo Giuliani. Non essendo stata registrata una colonna internazionale, in entrambi i casi fu sostituita la musica presente durante i dialoghi.

### Edizioni home video

#### DVD e Blu-ray Disc
Il corto fu distribuito in DVD-Video in America del Nord nel secondo disco della raccolta Looney Tunes Golden Collection: Volume 3 (intitolato Hollywood Caricatures and Parodies) distribuita il 25 ottobre 2005. Fu quindi inserito nel primo disco della raccolta DVD Porky Pig 101, uscita in America del Nord il 19 settembre 2017.